# 미쓰시마섬 (나가사키현)
미쓰시섬(일본어: 三ッ島)은 일본 나가사키현 쓰시마시에 속하는 섬이다. 쓰시마 섬의 북쪽에 위치한다. 일본영토 중에서 대한민국에 가장 가까운 곳이다.
낭떠러지 절벽 섬으로, 섬 안에 등대(미쓰시마 등대)가 있다.

## 같이 보기
- 우니섬